# Церковь Илии Пророка (Волхов)
Церковь Илии Пророка — приходской храм Волховско-Киришского благочиния Тихвинской епархии Русской православной церкви в городе Волхове Ленинградской области, построенный в XIX веке. Здание церкви является выявленным объектом культурного наследия и находится под охраной государства. В настоящее время храм действует, ведутся богослужения.

## История храма
Церковь Пророка Ильи находится на Ильинском погосте на высоком левом берегу реки Волхова. Здание было возведено на территории большой вотчины Никольского ладожского монастыря и впервые о церкви говорится в писцовой книге 1500 года. В писцовой книге от 1568 года Ильинский погост был упомянут как собственность Никольского ладожского монастыря.
Во времена смуты о церкви ничего не было известно. Лишь в 1827 году в церковных записях имеется информация, что в 1691 году на этом месте действовала деревянная церковь Ильи Пророка. 22 июня 1848 года храм от удара молнии подвергся уничтожению, сгорел. Вместо погоревшего строения на средства Егора Ивановича Ильинского, который значился как новоладожский купец, а также с участием капиталов староладожского помещика Томилова построен новый каменный храм во имя Пророка Ильи, который и сохранился до настоящего времени. Здание было построено по проекту архитектора Николая Александровича Сычева подрядчиком Филиппом Михайловичем Зуевым.
В 1860 году рядом с храмом на деньги купца Ильинского была сооружена кладбищенская деревянная церковь во имя Знамения Божией Матери. Ильинская церковь была холодной и не имела печного отопления, а Знаменская — тёплой.
Ильинская церкви владеет достопримечательной чудотворной иконой Казанской Божьей Матери, которая была найдена четырнадцатилетним крестьянином деревни Заполек Козьмой Ивановым в июне 1812 года на берегу Волхова. В дни празднования Казанской Божьей матери многие паломники приезжают помолиться и приклониться к святыне. История знает несколько случаев чудотворных исцелений от болезней после молитв перед данной иконой.
Во времена Советской власти Ильинскую церковь не пытались подвергнуть разрушениям. Здание сохранилось и использовалось как клуб, который недолго работал в этом храме. В 1939 году церковь была закрыта и с тех пор под натиском природы ветшала.

## Храм сегодня
В 2003 году полуразрушенное строении церкви было возвращено православным, начались работы по восстановлению храма. 1 августа 2008 года в храме Илии Пророка архиереем Маркелом Петергофским был совершён чин освящения.